# Chlorota aulica
Chlorota aulica är en skalbaggsart som beskrevs av Hermann Burmeister 1844. Chlorota aulica ingår i släktet Chlorota och familjen Rutelidae. Inga underarter finns listade i Catalogue of Life.